# 漢姓 (姓氏)
漢姓是一個罕見的中文姓氏，現主要分佈於山東日照、甘肅榆中等地。

## 源流
關於漢姓的由來，主要有以下兩種說法：
- 鄭樵注《姓苑》：「東莞（日照古名）有此姓……漢亡，子孫或以國為氏。」
- 明嘉靖年間《萬姓總譜》：「明初山東東莞有漢姓。」